# Борисівка (Білгород-Дністровський район)
Борисі́вка — село Татарбунарської міської громади, у Білгород-Дністровському районі Одеської області України. Населення становить 1803 осіб.

## Історія
Довколо села виявлені поселення доби бронзи, перших століть н.е. і слов’янське селище IX-X ст. н.е.
Територією села проходить частина Нижнього Траянового валу.
Заселення почалося в 1774 році неподалік річки Чичмеї. Вже у 1818 році поселення заселили козаки Усть-Дунайського буджацького війська на місці татарського аула Чишма. Надалі тут поселилися біглі кріпосні із центральних губерній росії.
У 1818 році заснована Свято – РіздвоБогородична церква, яка функціонує і сьогодні.
У 1826 році сторообрядцями було засноване село Чичма-І. В 1827 році село Чичма-ІІ значиться як болгарська колонія, яка була заснована родинами з Румунії та Болгарії.
За даними 1916 року, в Борисівці вже мешкало 925 сімей — усі молдавани. Коли відбулася зміна етнічного складу населення, точно не відомо, але вважається, що під час відходу частини Бессарабії до Молдавського князівства згідно Паризького договору 1856 року.
У 1924 році в селі було засновано церкву Святої Параскеви, яка була зачинена в радянський період. В 1989 році церква знову відкрила свої двері.
У 2025 у ліцеї села відкрили меморіальну дошку на честь загиблого мешканця, військовослужбовця Збройних Сил України Андрія Блашку.

## Населення
Згідно з переписом УРСР 1989 року чисельність наявного населення села становила 1748 осіб, з яких 849 чоловіків та 899 жінок.
За переписом населення України 2001 року в селі мешкали 1783 особи.

### Мова
Розподіл населення за рідною мовою за даними перепису 2001 року:
| Мова       | Відсоток |
| ---------- | -------- |
| румунська  | 91,80 %  |
| українська | 3,55 %   |
| російська  | 3,49 %   |
| болгарська | 0,44 %   |
| гагаузька  | 0,33 %   |
| інші       | 0,39 %   |